# Lorgnette

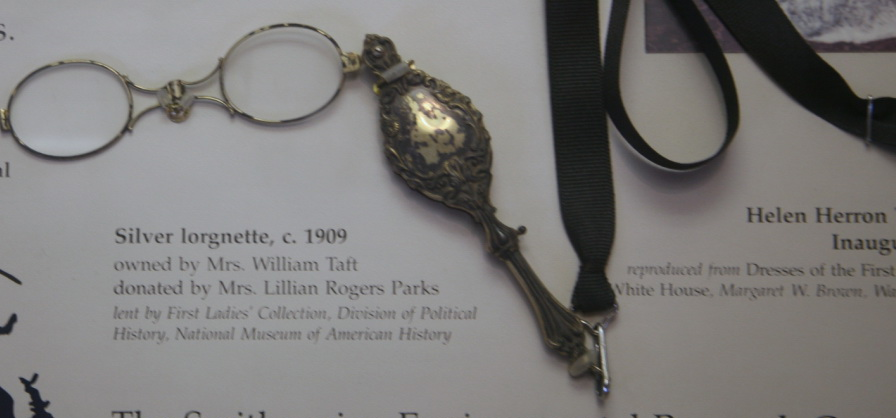
Lorgnette argent, vers 1909.

Une lorgnette est une paire de lunettes avec une poignée, utilisée pour les maintenir en place, plutôt que montées avec des branches sur les oreilles. Le mot est dérivé du français « lorgner » (jeter un regard oblique sur) et du moyen français « lorgne » (plisser les yeux). Elles ont été inventées au XVIIIe siècle par l'Anglais George Adams. La lorgnette est généralement utilisée comme une pièce de joaillerie, plutôt que pour améliorer la vision. Les dames à la mode les préféraient en général aux lunettes. Elles étaient très populaires aux bals masqués et utilisées souvent à l'opéra (devenant le modèle des jumelles d'opéra actuelles). Elles étaient populaires au XIXe siècle.
La lorgnette a été utilisée comme un accessoire et à l'affectation au début du XXe siècle de l'avocat plaidant américain renommé Earl Rogers, et un modèle figure sur la jaquette de couverture de sa biographie, Verdict final, par sa fille Adela Rogers St. Johns.